# Đánh bắt bằng rái cá

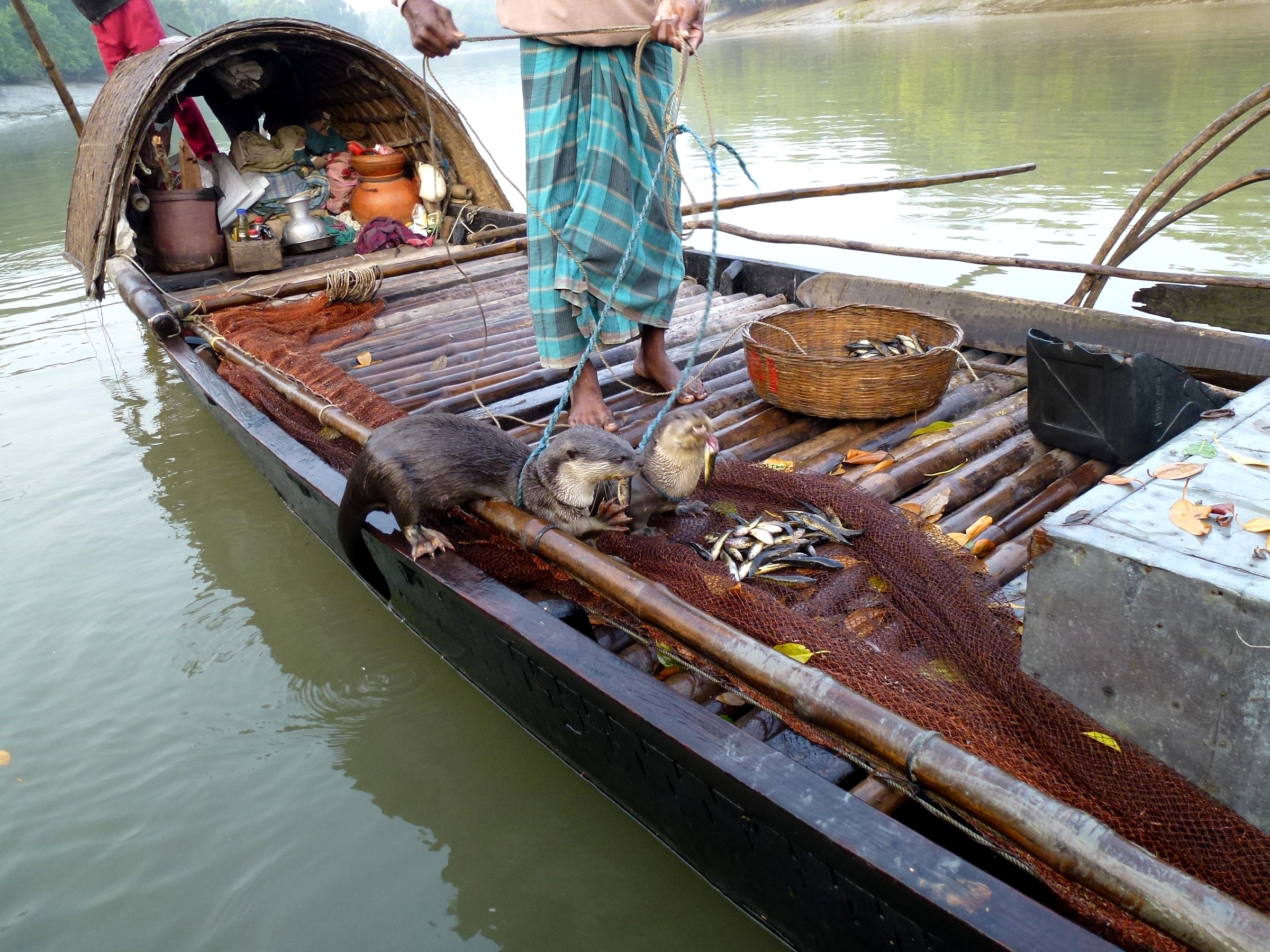
Đánh cá bằng rái cá ở Bangladesh

Đánh bắt bằng rái cá là kỹ thuật đánh bắt cá và các loài thủy sản nước ngọt khác bằng phương pháp sử dụng những con rái cá, trong đó những loài rái cá được sử dụng gồm loài rái cá thường (Lutra lutra) và loài rái cá lông mượt (Lutrogale perspicillata). Bắt cá bằng rái cá là một trong những nghề truyền thống lâu đời ở Bangladesh. Trong nhiều thế kỷ, ngư dân nơi đây đã biết sử dụng những con rái cá được huấn luyện để lùa cá tôm vào lưới, một kỹ thuật độc đáo được truyền đời từ cha sang con qua nhiều thế hệ.
Từ ít nhất 2 thế kỷ, rái cá nổi tiếng về tài bắt cá đã giúp ngư dân ở miền tây nam Bangladesh đuổi cá vào một cái lưới to móc vào thuyền. Người dân Bangladesh đã huấn luyện thành công những con rái cá tinh khôn để đánh bắt cá cho mình, ngư dân được sự hỗ trợ của các đối tác là những con rái cá sống trong sông ngòi. Kỹ thuật này tồn tại hàng thế kỷ nay nhưng đã bị mất dần ở nhiều phần của Châu Á. Đi đánh cá cùng những con rái cá là một truyền thống chỉ ở vài quận tại Bangladesh gần vùng rừng ngập mặn.

## Kỹ thuật

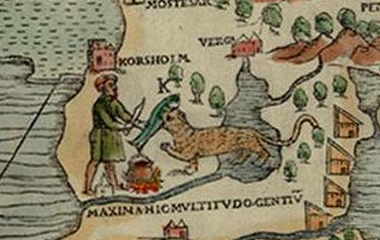
Tranh vẻ cổ mô tả rái cá giúp con người bắt cá

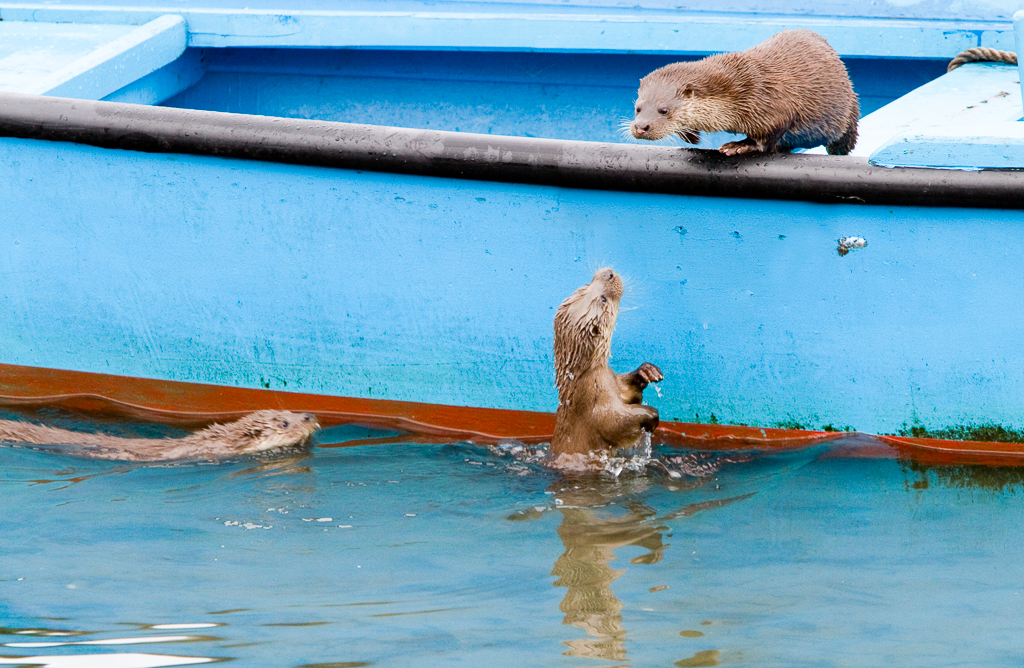
Những con rái cá trên mạn thuyền

Vào ngày mùa thu ngư dân lái chiếc thuyền dọc theo dòng nước xanh trên con sông và cho những con rái cá màu nâu chen nhau ra và nhảy vào nước, những con rái cá bóng loáng được cột bằng dây chừng gắn vào những thanh kéo dài từ thuyền ra, những sợi dây này để cho rái cá bơi cách thuyền khoảng 6 mét, những con rái cá nhỏ không bị xích vào thuyền nhưng không đi lạc ra xa cha mẹ lúc bơi. Những con rái cá trưởng thành nặng từ 6 đến 10 kí, hoặc 20 cân Anh, và dài khoảng 90 phân, đo từ mũi đến đuôi, những con vật tuyệt đẹp với bộ lông óng mượt và thân mình săn chắc, chúng thuộc loài rái cá lông ngăn quý hiếm. Chúng bơi lội trong dòng sông với những gương mặt trông giống như những con mèo thò đầu ra khỏi nước. Rồi chúng liệng vào một bờ sông sình lầy và vui đùa lăn lộn trước khi nhảy trở lại vào nước.
Như là một phần của truyền thống, ngư dân buông lưới xuống nước ở các khu vực gần bờ, những chú rái cá cưng của họ nhanh nhẹn lao mình khỏi con thuyền với sợi dây buộc hờ trên lưng. Chúng chờ lệnh từ người chủ và với một cú giật nhẹ sợi dây, những cộng sự trung thành và cần mẫn này sẽ lặn sâu xuống đáy sông tìm cá, những con rái cá dùng những bàn chân có mạng để bắt cá. Tuy nhiên, chúng không trực tiếp bắt lấy mà chỉ khéo léo lùa lũ cá tôm đang hoảng loạn về phía tấm lưới đã giăng chờ sẵn. Chúng sẽ đảm nhiệm việc phát hiện cá tôm giữa cây cỏ lau sậy, sau đó lùa tất cả về phía lưới giăng sẵn. Những chú rái cá phát hiện ra những con cá trong đám rong cỏ, đuổi chúng chạy đi và có mặt sẵn cùng với lưới để bắt chúng. Nếu không có chúng ngư dân sẽ không thể bắt được nhiều khi đi đánh cá.
Việc đánh bắt cá bởi đàn rái cá thường diễn ra vào ban đêm, tương ứng với thói quen săn mồi ban đêm của loài rái cá trong môi trường hoang dã và những con rái cá cũng làm việc tốt nhất là vào ban đêm là lúc bắt được từ 10 đến 15 kí cá giúp ngư dân có thể kiếm được khoảng 2.000 taka, tương đương với 25 đôla, một ngày, họ sẽ ném phần lớn những con bé trở lại dòng sông. Mỗi ngư dân hy vọng kiếm được từ 4 đến 12 ký cá, tôm và cua. Họ cho những con rái cá ăn khoảng 4 kí cá mỗi ngày, rồi những con rái cá này có thể kiếm ăn thêm trong khi làm việc. Những ngư dân nghèo khổthường phải làm việc cật lực cho đến tận bình minh, cố gắng bắt đủ số cá để nuôi sống bản thân và gia đình. Mỗi đêm thường mang lại chừng 4–12 kg tôm cá, tương đương 5-10USD số tiền cho cả một gia đình. Ngư dân giúp duy trì số rái cá còn sống bằng cách cho ăn và chăm sóc chúng.

## Nguy cơ

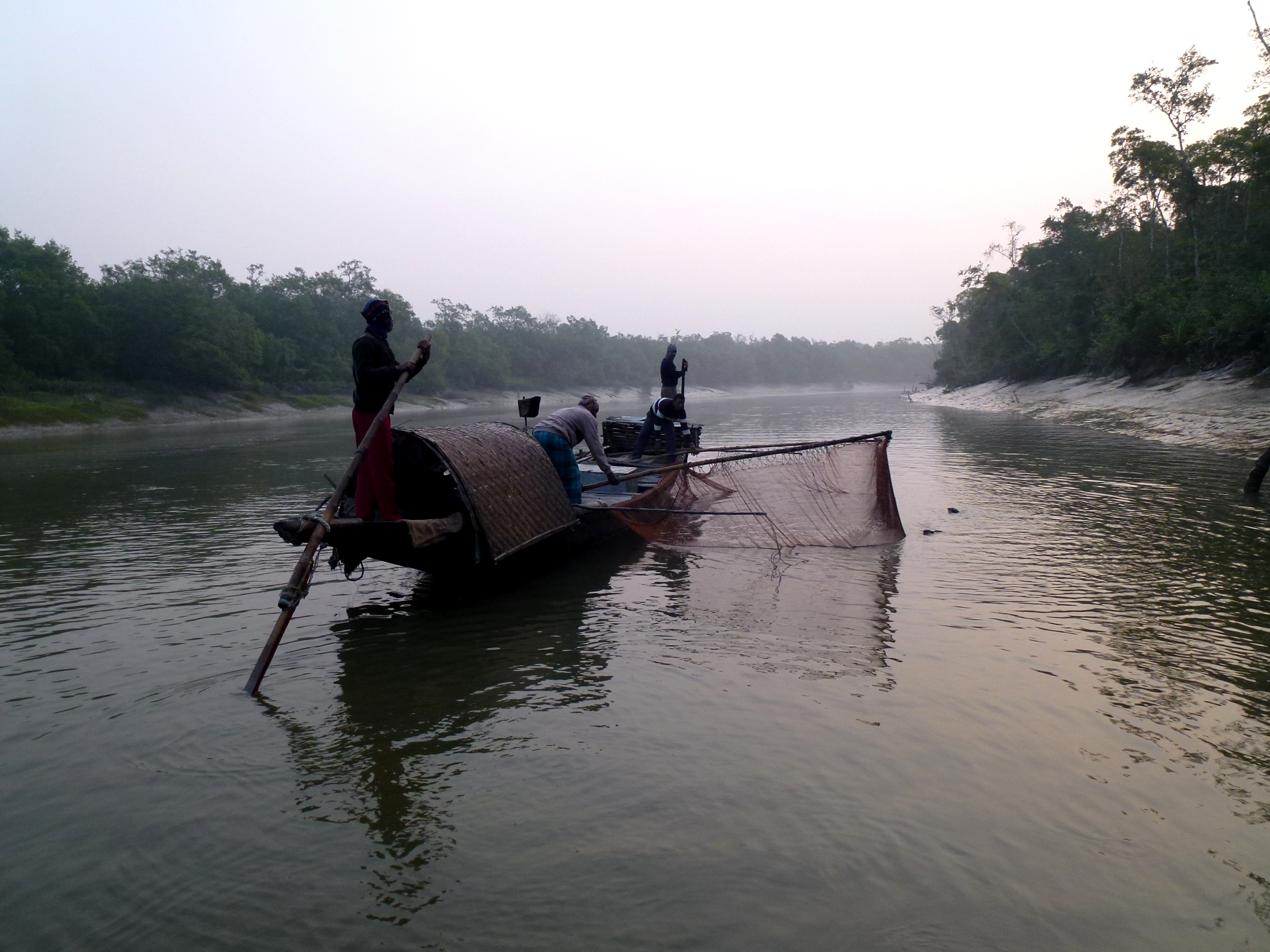
Đánh bắt bằng rái cá ở Sundarban

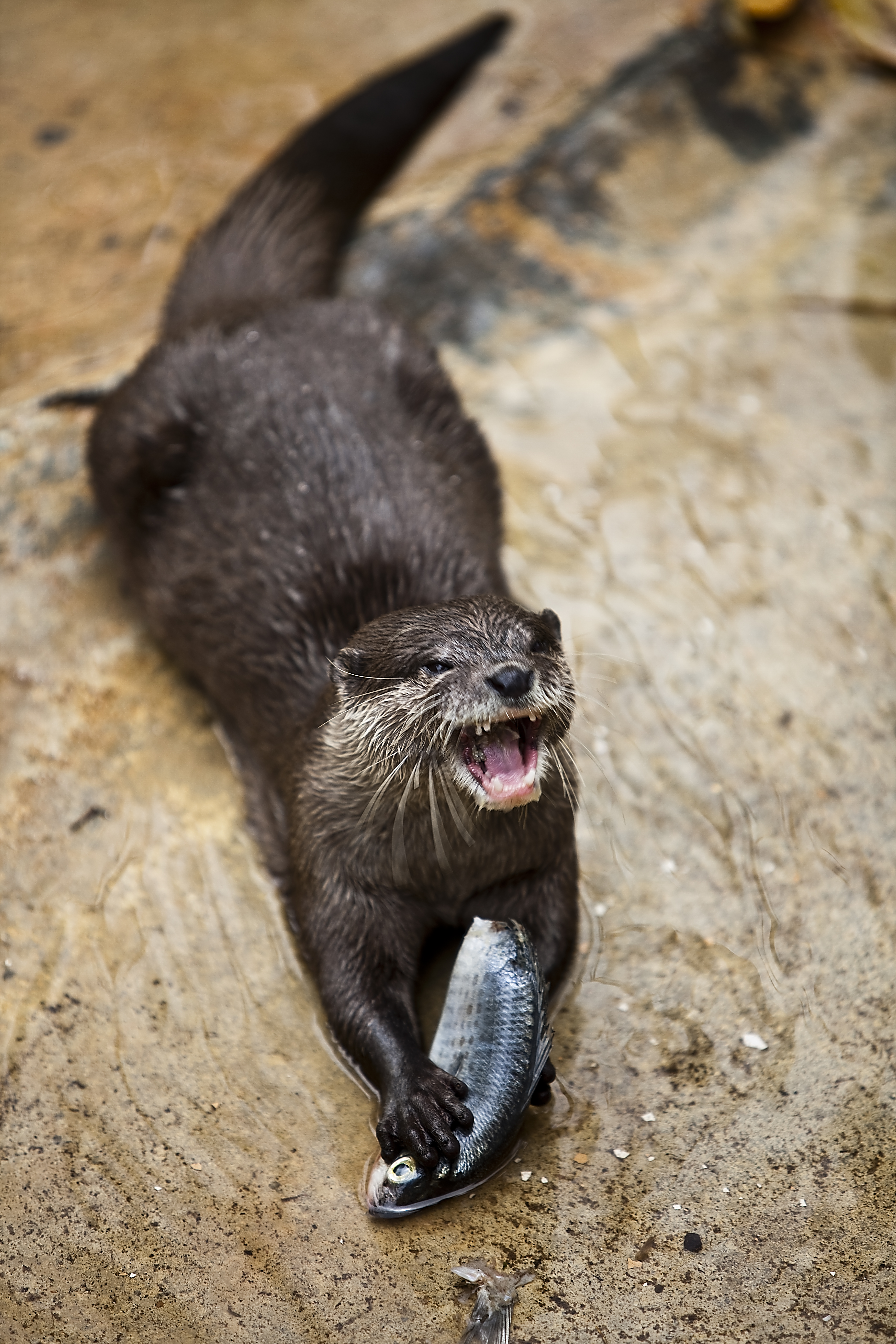
Một con rái cá ăn từ 3-4kg cá mỗi ngày

Có khoảng 300 ngư dân đánh cá cùng với những con rái cá ở các quận Narail và Khulna, ghi nhận có 176 con rái cá giúp ngư dân. Cách đây hơn 1 thập niên, có hơn 500 con rái cá đi săn cá, ở xã Gopra trước đây có khoảng 100 gia đình trong xã đi đánh cá cùng với những con rái cá, ngày nay chi còn có 12 gia đình, nước sông mặn hơn vì thế ít cá hơn, các cửa cống kiểm soát luồng nước chảy giữa các con sông cũng ngăn sự đi lại của cá lớn hơn, dân làng muốn làm những công việc dễ dàng và đáng tin cậy hơn, từ đó một sự suy giảm nghiêm trọng về số lượng những gia đình đánh bắt cá cùng rái cá, từ 500 hộ xuống chỉ còn 150 hộ ngày na, nếu so với trước thì đã giảm đi khoảng 90% số lượng.
Trong những năm gần đây, nguồn lợi cá đang ngày càng khan hiếm và ngư dân thường kéo lưới lên mà không có con cá nào. Sự khan hiếm cá ở các con sông là do ô nhiễm, đánh bắt quá mức và ảnh hưởng của thuốc trừ sâu. Từng có hàng trăm con sông, nhưng dã sinh bị đe doạ vì ô nhiễm nước và sự xâm lấn môi trường sinh sống, các quần thể cá tôm tự nhiên suy giảm mạnh vì chúng không sinh sản được. Ô nhiễm nguồn nước từ dầu, việc sử dụng thuốc trừ sâu bừa bãi trên các cánh đồng và nhiều nguyên nhân khác khiến cho tình trạng này thêm nghiêm trọng. Những loại cá tôm tại các sông suối trong vùng đang ngày càng trở nên khan hiếm và khó đánh bắt. Nhiều loài cá ngư dân thường xuyên bắt được vài chục năm về trước thì ngày nay đã không còn xuất hiện.
Ngày trước bắt được nhiều cá, đủ cho cả rái cá và người, nhưng giờ, ngay cả khi đã đánh bắt suốt đêm, cũng không thể nào có đủ lượng cá tôm để sinh sống và chăm sóc bầy rái cá. Bên cạnh sản lượng cá suy giảm, ngư dân cũng ngày càng khó khăn trong việc tìm rái cá tự nhiên để huấn luyện. Trước đây, mỗi gia đình thường sở hữu bầy rái cá từ 15-20 con, ngày nay thì chỉ 4-5 con là nhiều, vì lượng cá bắt được không đủ để nuôi sống cả gia đình ngư dân và rái cá. Khoảng năm con rái cá gồm hai con trưởng thành và ba con mới thì chỉ riêng chúng đã ngốn 3–4 kg cá mỗi ngày. Một nửa thu nhập hàng tháng của ngư dân (khoảng 150 bảng Anh) được sử dụng để nuôi sống những con rái cá.
Những con rái cá được nuôi thì rất ổn vì chúng được con người chăm sóc. Tuy nhiên phần lớn những cá thể sinh sống hoang dã đang đối diện với nguy cơ không tìm đủ lượng thức ăn để sinh sống và phát triển đàn. Nhưng truyền thống hiếm có này đang phai mờ vì sông ngòi thay đổi và trở nên ô nhiễm hơn, không còn nhiều cá để đánh bắt nữa. Do đánh bắt quá mức và ô nhiễm, các con sông thường có rất ít cá, và số lượng gia đình tham gia đánh bắt đã giảm nhiều. Hiện không còn nhiều gia đình ngư dân giữ được nghề đánh bắt bằng rái cá truyền thống này do thu nhập ít ỏi. Nếu ngư dân không thể kiếm sống, thì họ không thể nuôi rái cá được nữa. Truyền thông độc đáo huấn luyện rái cá bơi cạnh những ngư thuyền ở Bangladesh có thể sẽ mai một.